# Trehörningen (Ronneby socken, Blekinge)
Trehörningen är en sjö i Ronneby kommun i Blekinge och ingår i Ronnebyåns huvudavrinningsområde. Sjön är 10,2 meter djup, har en yta på 0,161 kvadratkilometer och befinner sig 70,8 meter över havet.

## Delavrinningsområde
Trehörningen ingår i det delavrinningsområde (624663-146785) som SMHI kallar för Mynnar i Mållebäcken. Medelhöjden är 87 meter över havet och ytan är 8,66 kvadratkilometer. Det finns ett avrinningsområde uppströms, och räknas det in blir den ackumulerade arean 11,01 kvadratkilometer. Ältabäcken som avvattnar avrinningsområdet har biflödesordning 3, vilket innebär att vattnet flödar genom totalt 3 vattendrag innan det når havet efter 21 kilometer. Avrinningsområdet består mestadels av skog (76 %) och jordbruk (10 %). Avrinningsområdet har 0,42 kvadratkilometer vattenytor vilket ger det en sjöprocent på 4,8 %.